# Raduszne
Raduszne (ukr. Радушне) – osiedle typu miejskiego na Ukrainie, w obwodzie dniepropetrowskim, w rejonie krzyworoskim. W 2001 liczyło 3366 mieszkańców, spośród których 3106 wskazało jako ojczysty język ukraiński, 236 rosyjski, 3 mołdawski, 1 bułgarski, 10 białoruski, 2 ormiański, 7 inny, a 1 osoba się nie zadeklarowała.